# Élim Mestscherski
Élim Pétrovitch Mestscherski (Елим Петрович Мещерский ; parfois écrit Mestschersky, orthographe moderne: Mechtcherski), né le 26 octobre 1808 (7 novembre dans le calendrier grégorien) à Saint-Pétersbourg et mort le 2 novembre 1844 (14 novembre dans le calendrier grégorien) à Paris, est un poète russe d'expression française.

## Biographie
D'une grande famille princière de Russie, les Mechtcherski, le prince Élim Mestscherski fut à seize ans attaché à l'ambassade de Saxe, puis nommé chambellan de l'empereur de toutes les Russies et envoyé à la cour de Sardaigne. Il voyagea souvent en Europe et en France, qu'il affectionnait particulièrement, et dont il connaissait parfaitement la langue et la littérature. De santé fragile, il s'installa à Nice où il établit un théâtre de société dont les recettes étaient reversées à des œuvres de charité. Il fit en 1830, à Marseille, un grand discours sur la littérature russe. Il publia en 1838 son premier recueil de poèmes, Les Boréales (divisé en deux parties, Livre d'amour et Études russes), qui fut très apprécié. Sa mort, en 1844, suscita un grand émoi. De nombreux poètes écrivirent à sa mémoire, et témoignèrent leur sympathie à sa mère. Victor Hugo lui écrivit ce mot :

« Paris,
On ne console pas une mère, Madame, on pleure avec elle. Quelles paroles ajouter à tout ce qui se passe dans l'âme d'une mère tendre et sublime comme vous?
C'était un beau talent parmi les hommes; c'est une âme radieuse dans le ciel. Il avait tout reçu de la providence; rien ne lui avait été refusé. Il était en toute chose digne d'envie et de tendresse; c'était une nature d'exception, il a eu une destinée d'exception. Dieu avait dérangé, pour nous le donner, l'ordre habituel des choses; il l'a dérangé aussi pour nous l'enlever. Que sa volonté soit faite! mais, hélas! les cœurs des mères sont brisés.
Accueillez, madame la princesse, ma profonde douleur. »

Un second recueil, Les Roses noires, parut en 1845, quelques mois après sa mort, réunissant ses derniers poèmes qui étaient prêts à être publiés ; ses traductions de poésies (Les Poètes russes, 1846) contribuèrent à faire connaître en France la poésie russe.
Il avait épousé Varvara Jikhareva, fille de l'écrivain Stepan Jikharev (1787-1860), dont il eut une fille, Marie (1844-1868), premier amour de l'empereur Alexandre III, alors héritier du trône.